# Northbrook (Illinois)
Northbrook es una villa ubicada en el condado de Cook en el estado estadounidense de Illinois. En el Censo de 2010 tenía una población de 33170 habitantes y una densidad poblacional de 966,2 personas por km².

## Geografía
Northbrook se encuentra ubicada en las coordenadas 42°7′47″N 87°50′7″O / 42.12972, -87.83528. Según la Oficina del Censo de los Estados Unidos, Northbrook tiene una superficie total de 34.33 km², de la cual 34.16 km² corresponden a tierra firme y (0.49%) 0.17 km² es agua.

## Demografía
Según el censo de 2010, había 33170 personas residiendo en Northbrook. La densidad de población era de 966,2 hab./km². De los 33170 habitantes, Northbrook estaba compuesto por el 86.07% blancos, el 0.63% eran afroamericanos, el 0.04% eran amerindios, el 11.68% eran asiáticos, el 0.01% eran isleños del Pacífico, el 0.36% eran de otras razas y el 1.21% pertenecían a dos o más razas. Del total de la población el 2.5% eran hispanos o latinos de cualquier raza.